# Deutsches Institut für Normung

Logotipo do Instituto Alemão de Padronização

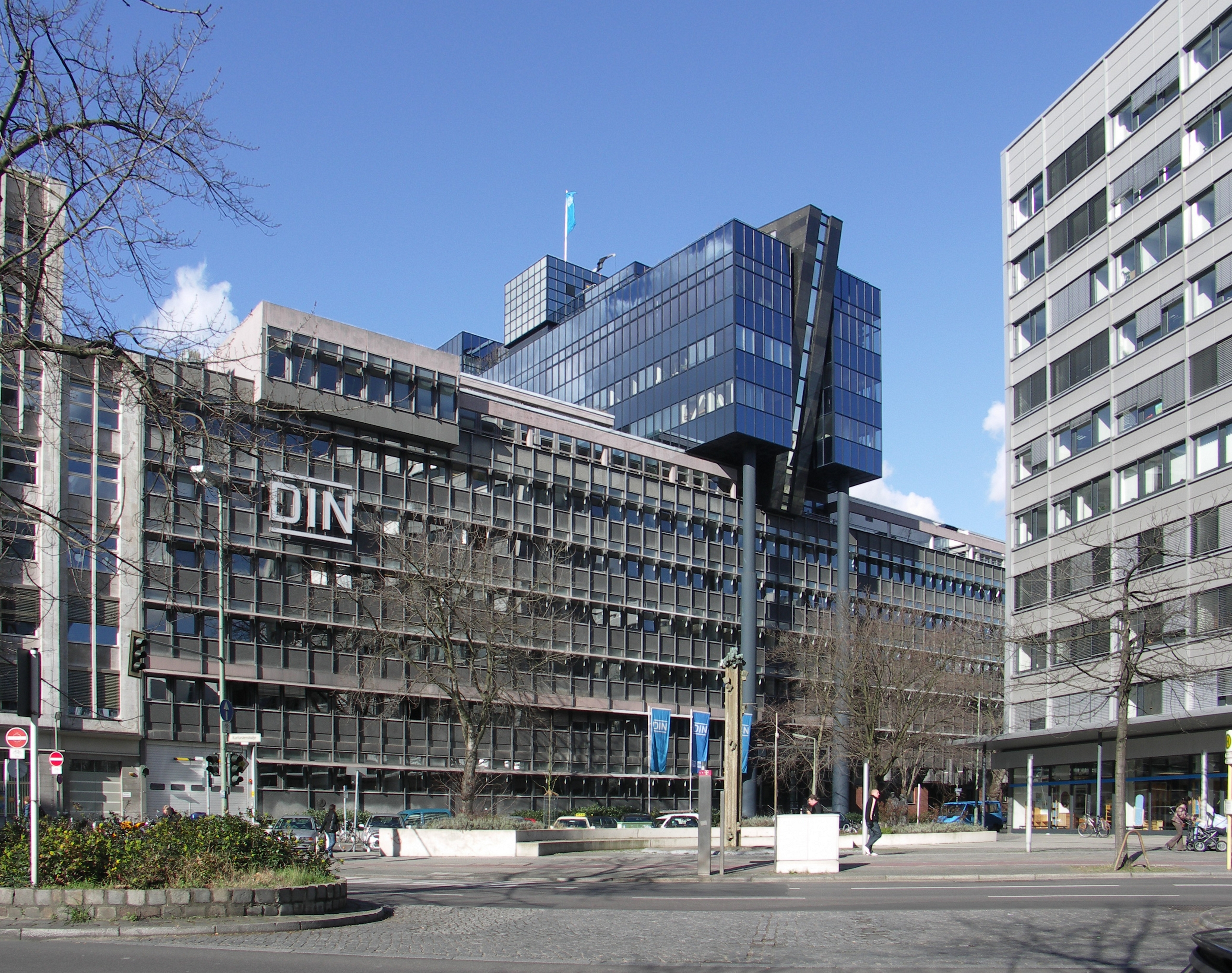
Sede do Instituto Alemão de Padronização na Burggrafenstraße, em Berlim, vista da Kurfürstenstraße para o norte.

Deutsches Institut für Normung e.V. (DIN) (em português:  Instituto Alemão de Normatização), cuja sede encontra-se em Berlim, é uma organização sem fins lucrativos alemã que atua como a organização nacional de padronização. O DIN é o membro alemão da Organização Internacional de Normalização (ISO).
Conectores DIN são um exemplo de muitos padrões criados pelo DIN que se espalharam para todo o mundo. Trilho DIN é outro grande exemplo, muito utilizado na montagem de painéis elétricos, utilizado para fixação de contatores, disjuntores etc. Há atualmente cerca de trinta mil padrões DIN, cobrindo todos os campos tecnológicos. Alguns padrões ISO foram criados a partir de padrões DIN anteriores, como DIN 476 para tamanhos de papéis, de 1922, que introduziu o tamanho A4, e que foi adotado como padrão internacional ISO 216 em 1975.

## História
Fundado em 1917 como o Normenausschuß der deutschen Industrie (NADI, em português: Comitê de Padronização da Indústria Alemã), o NADI foi renomeado a Deutscher Normenausschuß (DNA, em português: Comitê Alemão de Padronização) em 1926 para refletir que a organização agora tratava de conflitos de padronização em vários âmbitos; em outras palavras, não somente de produtos industriais. Em 1975, ele foi renomeado novamente a Deutsches Institut für Normung ou "DIN" e é reconhecido pelo governo alemão como o corpo oficial de padrões nacionais, representando os interesses alemães a níveis internacional e europeu.
O acrônimo DIN com frequência é incorretamente expandido como Deutsche Industrienorm (em português: Padrão Industrial Alemão). Isso é largamente devido à origem histórica do DIN como NADI. O NADI de fato publicava seus padrões como DI-Norm (Deutsche Industrienorm). Por exemplo, o primeiro padrão publicado foi "DI-Norm 1" (sobre pinos cônicos) em 1918. Muitas pessoas ainda associam equivocadamente o DIN com a convenção nomeadora antiga do DI-Norm.
Um dos padrões mais antigos, e provavelmente mais conhecido, é o DIN 476, que é o padrão que introduziu a série de tamanhos de papel A (p. ex., A4), em 1922, sendo adotado em 1975 como o padrão internacional ISO 216. Exemplos comuns na tecnologia moderna incluem conector DIN e mini-DIN, que são conectores para aparelhos eletrônicos, e o trilho DIN.
O DIN SPEC 3105, publicado em 2020, é "o primeiro padrão alemão a ser publicado sob uma licença aberta (Licenças Creative Commons) [...] a implementar um processo aberto de padronização."

## Organização DIN
O DIN é uma organização sem fins lucrativos por lei alemã. Ela é proprietária da DIN Solutions GmbH, que produz os conteúdos DIN e a mídia DIN (DIN Media, ex-Beuth Verlag), a qual vende os manuais padrão-DIN. O DIN é o acionista do DIN Bauportal GmbH e DQS Holding GmbH.

## Designação dos padrões DIN
A designação de um padrão DIN mostra sua origem ("#" denota um número):
- DIN # é usado para padrões alemães com importância doméstica ou designado como um primeiro passo em direção ao status internacional. E DIN # é um rascunho de padrão e DIN V # é um padrão preliminar.
- DIN EN # é usado para a edição alemã de padrões europeus.
- DIN ISO # é usado para a edição alemã de padrões ISO.
- DIN EN ISO # é usado se o padrão também foi adotado como um padrão europeu.

Alguns dos padrões DIN advêm da época da Alemanha Nazista. Por exemplo, o padrão DIN 5009, que descreve o alfabeto radiotelefônico alemão, é baseado na tabela de ortografia postal, que foi fortemente editada pelos nazistas. Até 1934, ele especificava "D" para David, "S" para Samuel, "Z" para Zacharias e "N" para Nathan. Entretanto, isso ia contra a ideologia étnico-racial dos nazistas, e eles decidiram revisar a tabela de ortografia postal. Essa tabela foi parcialmente revisada em 1950, o que formou a base para a primeira versão do padrão em 1983. O padrão foi novamente revisado em 2022, usando nomes de cidades em vez de nomes de pessoas.

## Exemplos de padrões DIN
Artigo principal em inglês: List of DIN standards
- DIN 476: tamanhos internacionais para papel (agora, chama-se ISO 216 ou DIN EN ISO 216)
- DIN 1451: família tipográfica usada por ferrovias alemãs e em sinalizações rodoviárias
- DIN 31635: transliteração da língua árabe
- DIN 41612: padrão mecânico para conexão elétrica de backplane
- DIN 72552: números de terminais elétricos em automóveis

## Acesso a padrões
Os padrões DIN não são livremente acessíveis para o público. O DIN vende inscrições com as edscrições dos padrões DIN mediante suas empresas DIN Solutions GmbH e DIN Media.
Para quadro padrões EN, os quais estão disponíveis como padrões DIN-EN por uma taxa da DIN Media GmbH (ex-Beuth Verlag), o Tribunal Europeu de Justiça (TEJ) decidiu, a 5 de março de 2024, que estes deveriam tornar-se gratuitos porque estes padrões fazem parte da lei da União Europeia.

## Críticas
Como o DIN cria seus padrões não é transparente. A maioria dos comitês de padronização consiste de representativos de companhias que são afetadas pelos padrões. O DIN não publica os nomes dos membros de seu comitê.
Em 2023, o Ministro Federal de Habitação, Desenvovimento Urbano e Construção lançou uma iniciativa para questionar os padrões DIN porque eles são considerados um fator de custo. "Um objetivo central é acelerar planejamento e construção e reduzir custos de construção de modo a criar habitações mais acessíveis". "Os padrões de construção estão sendo revistos agora.", disse um porta-voz do ministério de Klara Geywitz (SPD) em 2023.